# Heliura baliodes
Heliura baliodes là một loài bướm đêm thuộc phân họ Arctiinae, họ Erebidae.